# Релігійна практика амішів

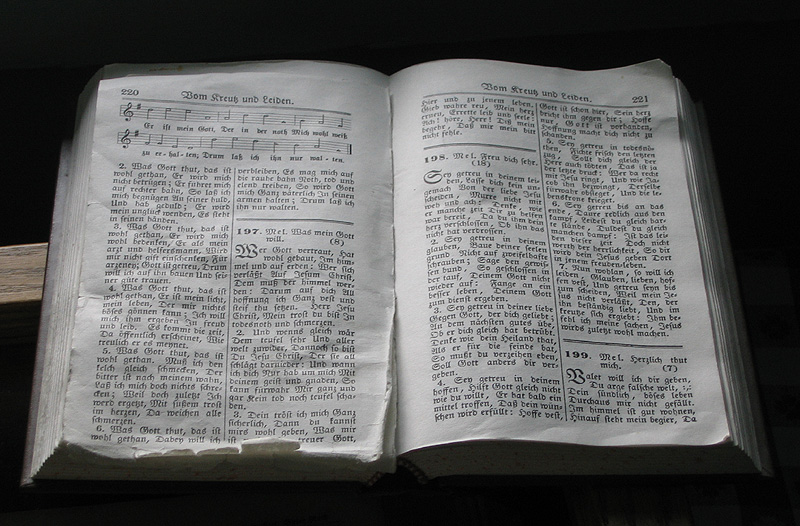
Збірник гімнів амішів

Релігійні практики амішів відображають традиційну християнську теологію анабаптистів та засновані на буквальному розумінні Біблії. Основними аспектами релігійних практик, що характеризують амішів є: врахування конгрегацій та округів, смирення (жити просто, відмовляючись від розкоші та надмірностей), відокремлення від світу (свідоме уникання використання сучасних технологій) та суспільна дисципліна — Ordnung (суворий кодекс поведінки). Окрім практик, аміші дотримуються також релігійних обрядів і ритуалів.

## Релігійна практика

### Конгрегації і округи
На відміну від церковних конгрегацій євангелістів, харизматів чи баптистів, членом яких може стати будь-яка людина, якщо вона побажає вступити, — членство в амішських конгрегаціях пов'язане з місцем проживання. Члени однієї конгрегації амішів — це, як правило, сусіди, чиї будинки та земельні ділянки примикають один до одного і знаходяться в межах певної територіальної громади. Кожна конгрегація складається з 25-30 сусідніх ферм або споріднених сімей, кожна з яких може бути членом тільки однієї конгрегації, в межах території на якій вони постійно проживають. Тут немає «церковного скакання» з однієї церкви до іншої; передбачаються довгострокові відносини. Оскільки довгострокові добросусідські відносини, часто навіть спадкове членство протягом багатьох поколінь, є нормою, наслідки цього роблять значний вплив на людські взаємини.
Конгрегації збираються через кожні два тижні в неділю на цілий день на сімейній фермі одного з членів. Кожен член громади по черзі повинен бути господарем, котрий приймав у себе інших; таким чином, за рік кожна сім'я встигає побувати приймаючою стороною. Ця практика базується на наступному положенні біблійного вчення: «Не кидаймо збору свого, як то звичай у деяких, але заохочуймо [один одного], і тим більше, скільки більше ви бачите наближення дня того».
Конгрегація володіє загальною власністю, використовуваної для нарад: столи, стільці і вози для транспортування їх з однієї ферми на іншу кожний другий тиждень. У проміжні тижні, є час в неділю для сім'ї, сусідів та друзів у межах конгрегації і за її межами.
Керівництво конгрегацією здійснює один з членів, служачий єпископом, інший є дияконом, і ще один — секретарем. Керівництво кожної конгрегації з часом починає відрізнятися від інших; в різних громадах амішів можуть трохи відрізнятися один від одного тлумачення вчення (доктрини); можуть бути різні приписи щодо одягу, протоколу, повсякденних справ.
Кілька сусідніх згромаджень складають церковний округ; керівники згромаджень округу періодично збираються на наради з поточних питань, потреб, проблем, а так само з питань віровчення.

### Смирення
Є дві ключові концепції для розуміння амішських практик: відкидання «Hochmut» (гордовитості, гордині, зверхності, зарозумілості, пихатості) і висока цінність «Demut» — смиренності, покори та «Gelassenheit» — спокою, самовладання, безтурботності, які часто переводяться (інтерпретуються) як покірність, слухняність і «будь що буде». Все-таки нім. gelassenheit — спокій, холоднокровність, незворушність — краще розуміти як небажання обов'язково бути першим у всьому, хвалити і виявляти себе . Покора амішів «волі Бога» виражена в груповій нормі поведінки, вона не узгоджується з цінностями індивідуалізму, які займають центральне місце в американській масовій культурі. Анти-індивідуалістична (колективістська) орієнтація амішів стала мотивом для відмови від працезберігаючих технологій, які роблять окрему людину менш залежною від громади і суспільства. Сучасні технічні інновації, начебто, можуть викликати суперництво між людьми за володіння статусними товарами; а фотографія може культивувати особисте марнославство.

### Відділення від світу
Аміші розуміють Біблію як щось надійне, що заслуговує довіри, керівництво для життя, але не цитують її надмірно, воліють не мудрувати, так як це, на їхню думку, може призвести до гордині. Відділення від решти суспільства їм потрібно для того, щоб бути «родом вибраним, царським священством, народом святим… народом Божим», бути тими, кому наказано «не любити світу, ні того, що у світі» і не бути тими, хто «стосується до віку цього». Бо «дружба зі світом є ворожнеча проти Бога».
Стурбовані зовнішнім впливом на життя сім'ї як й тривалою відсутністю у світі, так і мінімізацією контактів зі сторонніми, багато аміші старого обряду віддають перевагу роботі на дому. Але постійно зростаючі ціни на сільськогосподарську землю та зниження прибутку від низькотехнологічного фермерства змусили багатьох амішів піти з ферм в іншу діяльність, особливо в будівництво і в обробну промисловість, а в місцях, відвідуваних туристами — у виготовлення і продаж ремісничих виробів. Аміші відчувають двоїсті почуття з приводу цих контактів і перетворення їх культури на товар масового попиту.
Декоративне мистецтво не грає великої ролі в традиційному способі життя амішів, і сприймається ними з підозрою — як справа, що вводить в гріх, що легко може викликати самозакоханість і марнославство. Але при цьому, амішське мистецтво декоративного візерунку на стьобаному полотні — це справжня культурна спадщина, на відміну від пенсильванських гексаграмм.
Стилі життя в різних громадах амішів різняться, іноді вони розрізняються і всередині однієї громади. Ці відмінності можуть бути як фундаментальними, так і абсолютно незначними. Серед амішів Бичі, деякі консервативніші конгрегації дозволяють використовувати автомобілі, але можуть вимагати, щоб автомобілі були чорного кольору. У деяких громадах амішів старого обряду можуть бути різні правила щодо того, які підтяжки повинні бути у чоловічих штанях на підтяжках, скільки складок повинен мати дамський капелюх (боннет) і чи можна взагалі жінкам носити капелюхи, або ж тільки хустки або чепчики.
Незважаючи на відмінності, допускаються шлюби між членами різних амішських груп, згромаджень і церковних округів, що дозволяє уникнути проблем генетично закритих, ізольованих популяцій. Невеликі розбіжності між громадами, або між церковними округами, наприклад, щодо допустимого технічного обладнання олійниць або використання телефону на робочому місці/в майстерні можуть різною мірою поділяти або не поділяти громади і церкви.
Найсуворіші групи амішів старого обряду — це «Аміші Небраски» або «„White-top“ Amish», «Аміші Троєр», і «Шварцентруберовські аміші».
Більшість амішів старого обряду вдома розмовляють пенсильванським діалектом німецької мови, за винятком декількох областей на Середньому Заході, де можуть використовуватися різні швейцарські діалекти німецької. У місцях проживання амішів Бичі, нормою є використання англійської мови для церковного богослужіння, але деякі сім'ї продовжують вдома говорити на пенсильванському чи швейцарському діалекті німецької.

### Практика уникнення
Члени церкви, які порушують правила поведінки, можуть бути викликані на сповідь перед конгрегацією. Ті, хто не виправляється, підлягають відлученню. Відлучені члени уникаються іншими для того, щоб їм стало соромно і щоб вони повернулися до церкви. Члени церкви можуть розмовляти, взаємодіяти з відлученими і навіть допомагати їм, але не повинні нічого приймати з його рук — будь то рукостискання, подарунки або гроші в оплату за що-небудь; так само не можна приймати будь-яку допомогу чи послугу безпосередньо від заблуканої особистості, наприклад, пропозицію проїхатися на її автомобілі. Деякі громади в останнє століття розкололися саме з питання про застосування практики «Meidung». Цей дисциплінарний захід рекомендується єпископом після тривалого процесу роботи, індивідуальної роботи з порушником і повинен бути одноголосно схвалена конгрегацією. Відлучені члени можуть бути прийняті назад, якщо вони повернуться і покаються у вчинених гріхах.

## Релігійні обряди і ритуали
Більшість згромаджень амішів старого обряду не будують храмів, а проводять богослужіння в приватних будинках. Відповідно, їх іноді називають «домашні аміші» (англ. House Amish). Ця практика базується на наступному вірші Нового Завіту: «Бог, що створив світ і все, що в ньому, бувши Господом неба і землі, не в рукотворних храмах живе». Крім того, ранні анабаптисти, від яких і повстали аміші, були гнані і переслідувалися за віру; з цієї причини вони не могли створювати свої храми, їм було безпечніше молитися вдома.

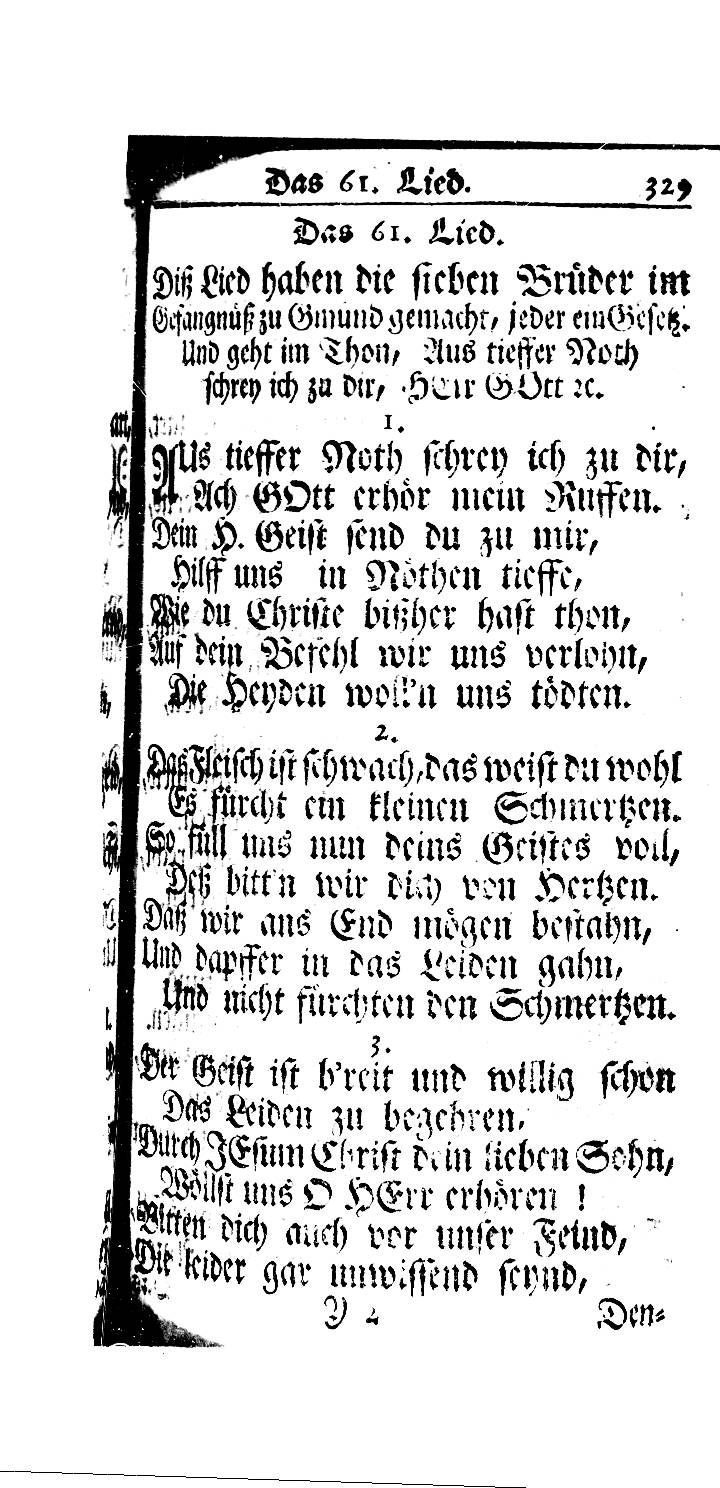
Сторінка з «Аусбунда» 1742 р. видання. «Аусбунд», стандартний збірник релігійних гімнів амішів, був вперше опублікований в 1564. У «Аусбунді» представлений текст, але не мелодія; використовувалися мелодії інших пісень, популярних у часи появи цієї книги. Гімни виконують без музичних інструментів і у вкрай повільному темпі, до 15 хв. один гімн.

Аміші старого обряду зазвичай проводять богослужіння кожної другої неділі в приватних будинках. У неділі, коли богослужінь немає (Неділя дружби), аміші відпочивають і відвідують друзів. Меншість старообрядницьких згромаджень можуть влаштовувати так само «недільну школу» в іншу неділю. Типовий округ (церковний) складається з 80 дорослих членів і 90 дітей і підлітків (молодше 19).
Богослужіння починається з короткої проповіді одного з декількох проповідників, або навіть самого єпископа церковного округу, за яким настає читання Священного Писання і молитва (в деяких конгрегаціях — мовчазна внутрішня молитва), а потім — інша проповідь, довша. Деяку різноманітність до служби вносить спів гімнів — без інструментального акомпанементу чи гармонії. Так зроблено, щоб слухач зосереджувався на тому, що саме сказано, а не на тому, як це сказано. Багато громад використовують древній збірник церковних гімнів, відомий як «Аусбунд». Гімни, які у «Аусбунді», в основному були написані ранньоверхньонімецькою мовою, ENHG, попередника сучасної стандартної німецької. Спів гімнів зазвичай дуже повільний, виконання одного гімну може тривати до 15 хвилин або навіть довше. У службах амішів старого обряду, Священне Писання читають або повторюють по пам'яті в німецькому перекладі Мартіна Лютера. Після богослужіння звичайно наступає ленч і спілкування. Мова, на якій проводиться служба — суміш стандартної (або «біблійної») німецької і Пенсильванського діалекту.
Амішські священики та диякони обираються більшістю з групи людей, висунутих конгрегацією. Обґрунтуванням такої практики послужив епізод з «Діянь Святих Апостолів» про обрання Матвія (Матфія) дванадцятого апостолом замість відпалого зрадника Юди. Вибрані на священнослужіння зазвичай служать все життя, і часто не мають формальної богословської освіти. Єпископи амішів таким же чином обираються більшістю з тих, хто був обраний в проповідники.
Аміші старого обряду не допускають роботи по неділях, крім догляду за тваринами. Деякі конгрегації можуть забороняти робити покупки або обмінювати гроші в неділю. В інших конгрегаціях не можна в неділю використовувати моторний транспорт та іншу мототехніку, крім як у надзвичайних ситуаціях.

### Євхаристія (Святе Причастя)
Зазвичай, аміші проводять Євхаристію навесні і восени, і не обов'язково під час звичайних церковних служб. Це доступно тільки для хрещених. На звичайних службах, чоловіки і жінки сидять окремо. Ритуал закінчується обмиванням і витиранням ніг один одному.

### Хрещення і членство в Церкві амішів
Практика хрещення по вірі для амішів є вступом в члени церкви. Вони, як і інші анабаптисти, не приймають хрещення немовлят без їх усвідомленого вибору та злагоди. Від їх дітей очікується проходження волі батьків в будь-яких випадках, але тільки коли вони досягають певного віку, вони повинні добровільно і свідомо взяти на себе цілком дорослі і вічні зобов'язання перед Богом і громадою. Ті, хто приходять хреститися, сидять, поклавши одну руку на обличчя, що показує їх смиренність і слухняність церкві.
Кандидатам (охрещуваним) задаються три питання:
- 1. Чи можеш ти відкинути диявола, світ і свою власну плоть і кров?
- 2. Чи можеш ти вручити всього себе Христу і Його Церкві, і залишатися вірним у всьому житті і в смерті?
- 3. І всі порядки Орднунг Церкви, згідно зі словом Господнім, бути покірним і слухняним Церкві і всіляко допомагати їй?[16]

Зазвичай диякон черпає воду з цебра і ллє її в складені чашею руки єпископа, які розбризкує цю воду над головою крещаємого. Потім єпископ благословляє молодих людей і вітає їх в лоні Церкви святим поцілунком. Дружина єпископа таким же чином благословляє і вітає молодих дівчат і жінок.
Хрещення — це незмінна обітниця служіння церкві і наслідування Орднуґу. Дівчата зазвичай вступають в члени церкви в більш ранньому віці, ніж юнаки. Приблизно за п'ять-шість місяців до здійснення обряду, з кандидатами проводяться заняття, на яких їм роз'яснюють суть прийнятої ними віри і всі наслідки хрещення. У суботу перед днем хрещення, кандидатам надається остання можливість відмовитися. Їм ще раз пояснюють, наскільки важко буде йти цим «вузьким шляхом» (бібл. «Вратами тісними»), а так само дають зрозуміти, що краще зовсім не давати обітниць, ніж дати, а потім порушити.
Членство сприймається серйозно. Тих, хто вступили до церкви, а потім покинули її — будуть уникати члени своєї колишньої конгрегації і навіть свої сім'ї. У той час як ті, хто вибрав не хреститися, не вступати в члени церкви — уникненню не піддаються і зберігають колишню свободу відносин з родиною та друзями.
Зростання чисельності Церкви амішів відбувається, в основному, за їх рахунок багатодітних сімей, більшість з дітей яких залишаються частиною громади. Аміші старого обряду, як правило, не займаються місіонерством. Навернення до амішської віри [людей з боку] рідке, але все ж таки трапляється, як це було, наприклад, з Давидом Люті (англ. David Luthy).

### Панахида

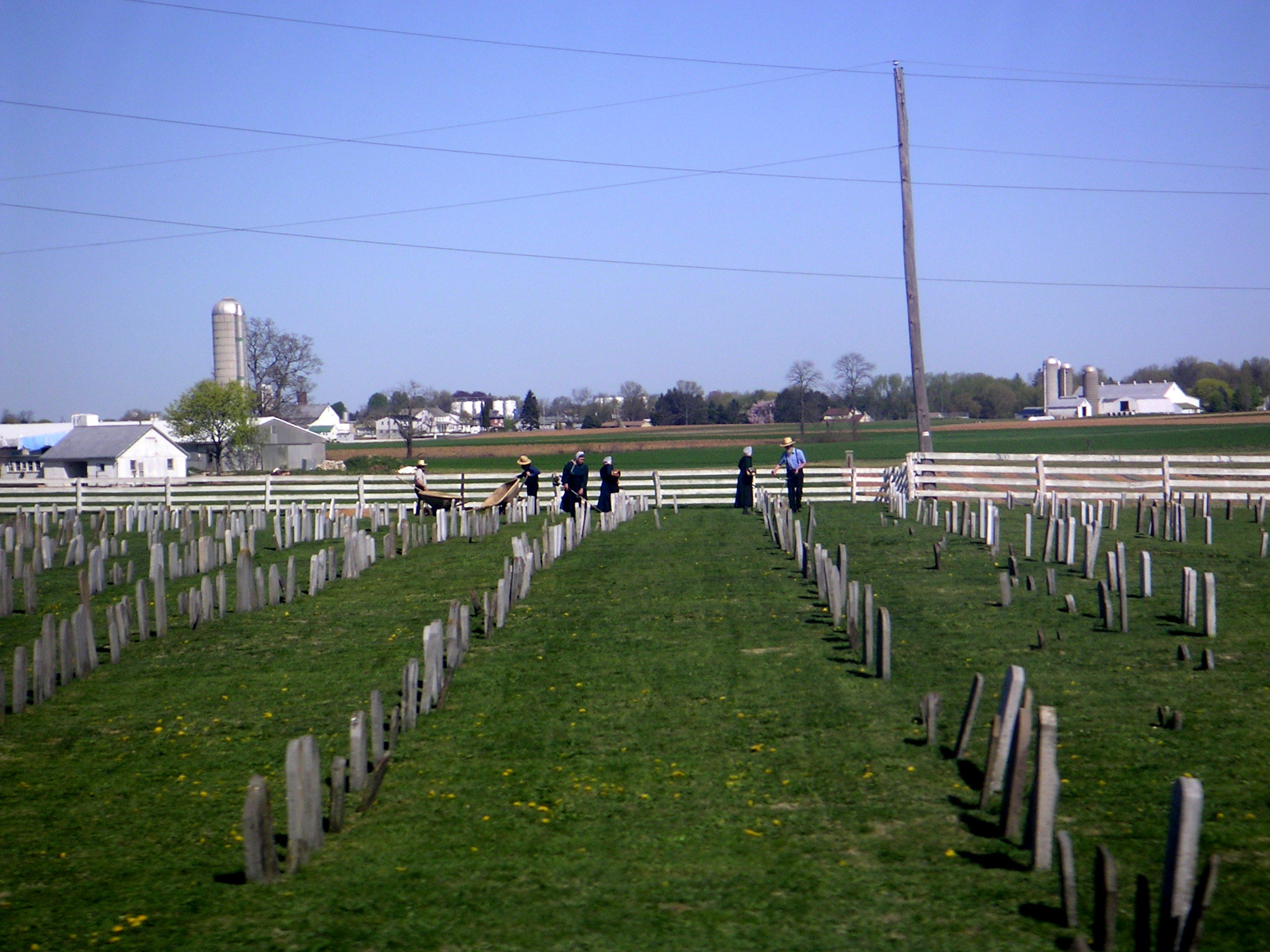
Сучасне кладовище амішів 2006 р. Надгробні камені маленькі і плоскі

Похоронні звичаї амішів відрізняються в різних громадах сильніше, ніж інші релігійні обряди. Аміші воліють проводити панахиду та інші похоронні обряди в будинку покійного, ніж в похоронному бюро. Замість звернень до покійного й історіям з його життя, і вихваляння його, заупокійна служба амішів фокусується на історії створення та біблійному обіцяному Воскресінні. У графстві Адамс штату Індіана і в графстві Аллен того ж штату, аміші старого обряду використовують тільки дерев'яні надгробні знаки, які з часом розкладаються і зникають. Те ж саме є і в інших, менших, громадах, чиє коріння походить з цих двох місць.
Після панахиди, катафалк доставляє труну на кладовище, де над ним будуть прочитані уривки з Біблії, можливо, буде прочитаний (швидше прочитаний, ніж заспіваний) релігійний гімн і «Отче наш». Аміші зазвичай, але не завжди, створюють свої окремі кладовища і купують надгробні камені заздалегідь цілими партіями: так, щоб вони були однаковими, скромними і плоскими. У недавні роки, надмогильні написи Аміші стали писати англійською. Тіла покійних, як чоловіків, так і жінок, одягають в білий одяг (одягають їх члени сім'ї однієї з ними статі). На жінку, крім того, надягають білу накидку і фартух від її весільної сукні. Після похорону, громада збирається на спільну трапезу.